# Karol Wilhelm (książę Saksonii-Meiningen)
Karol Wilhelm (książę Sachsen-Meiningen) (ur. 19 listopada 1754 we Frankfurcie n. Menem, zm. 21 lipca 1782 w Sonneberg) – książę Saksonii-Meiningen.
Był synem księcia Antoniego Ulryka i Charlotty Amalii von Hessen-Barchfeld. Po śmierci ojca w 1763 (miał wówczas 9 lat) regencję w jego imieniu sprawowała matka oraz (od 1779) jego brat Jerzy I. Karol był wychowany w duchu Oświecenia. Przejawiał zainteresowania nauką i sztuką. Podróżował do Szwajcarii i Francji. We Frankfurcie nad Menem (gdzie jego ojciec miał majątek) poznał Goethego.
Po osiągnięciu 21 lat (w 1775) zaczął brać udział w rządach księstwem. Usiłował ograniczyć wydatki swojego dworu, dla zmniejszenia ogromnego zadłużenia skarbu. Wraz z bratem rozpoczął przebudowę rezydencji w Meiningen. Należał też do masonerii. Gdy w 1782 matka przekazała rządy synom, Karol współrządził wraz z bratem Jerzym.

## Życie osobiste
W 1780, mając 26 lat, ożenił się z (10 lat młodszą) księżniczką Luizą (1764-1834), córką grafa Christiana Karla von Stolberg-Gedern. Ślub odbył się w Gedern. Zmarł dwa lata później wskutek choroby. Nie pozostawił potomków. Żona przeżyła go o 52 lata. Zmarła, gdy miała 70 lat. Jego następcą został brat - Jerzy I.